# Moclobemide
La Moclobemide (4-cloro-N-(2-morfolin-4-iletil)benzamide) è un farmaco con proprietà di tipo ansiolitico ed antidepressivo che appartiene alla classe degli inibitori reversibili competitivi delle MAO di tipo A (RIMA). Per la loro selettività e reversibilità i RIMA (di cui fanno parte moclobemide e toloxatone) non evidenziano potenziale di interazione con le altre ammine biogene e con gli effetti pressori indotti dalla tiramina (il cosiddetto "effetto-formaggio") pertanto non richiedono restrizioni dietetiche e non tendono ad indurre crisi ipertensive, a differenza dei più vecchi Inibitori Irreversibli IMAO (ad esempio l'iproniazide, la fenelzina e la tranilcipromina).
La loro efficacia è paragonabile a quella degli antidepressivi triciclici (notoriamente efficaci) rispetto ai quali possiede però un notevolmente migliore profilo di sicurezza e tollerabilità. I RIMA possono pertanto essere considerati un appropriato trattamento di prima linea per i disturbi di depressione ed ansia.
In Italia è stata commercializzata dalla società Roche S.p.A. con il nome di Aurorix, nella forma farmaceutica di compresse contenenti 300 mg di principio attivo che ne ha però sospeso la commercializzazione. È tuttavia possibile richiederne l'importazione dall'estero.

## Farmacodinamica
La moclobemide inibisce fortemente ma in maniera reversibile l'attività degli enzimi Mono Amino Ossidasi, estensivamente espressi anche nel cervello e deputati principalmente alla degradazione dei neurotrasmettitori monoamine (serotonina, noradrenalina, dopamina ma anche altre monoamine come melatonina e triptamine). L'effetto finale del farmaco consiste quindi in un aumento della concentrazione intracellulare e extracellulare di questi composti, ciò si crede sia alla base dei suoi effetti psicoattivi. L'effetto di inibizione sulle MAO B, osservato nei ratti, negli esseri umani è trascurabile soprattutto rispetto a quello sulla isoforma A: una dose singola di 300 mg di moclobemide è in grado di inibire nell'arco di 2 ore 80% delle MAO A e il 30% delle MAO B. È perciò classificato come un inibitore selettivo delle MAO-A. La somministrazione cronica determina una down-regulation dei recettori B-Adrenergici e di alcuni recettori serotoninergici.
L'uso continuato del farmaco ha mostrato di incrementare i livelli di testosterone (a differenza di altri antidepressivi come gli SSRI che tendono a diminuirlo), di alterare i livelli di cAMP e di chinasi cAMP dipendenti (l'alterazione dei livelli di fosforilazione è stata messa al centro di alcuni disturbi psichiatrici), inibire il rilascio di fattori pro infiammatori (la cui presenza è stata messa in relazione ad alcuni disturbi psichiatrici). Sembra inoltre avere degli effetti neuroprotettivi ed ha dimostrato ridurre la durata del sonno REM nei soggetti sani e di aumentarla invece nei pazienti depressi sottoposti a trattamento.
L'inizio degli effetti terapeutici è relativamente veloce rispetto ad altre classi di farmaci antidepressivi (in media 1 settimana), la tollerabilità a lungo termine è buona, il fenomeno della tolleranza sembra non verificarsi e la molecola mantiene le sue benefiche proprietà terapeutiche per almeno un anno (un anno è stata la durata dello studio volto a dimostrarne l'efficacia nel lungo termine). Per via della sua breve emivita (circa 10 ore in media) gli effetti farmacologici terminano in 24 ore, ciò consente di passare velocemente ad un altro antidepressivo senza rischi di interazione.

## Farmacocinetica
Dopo somministrazione per via orale la moclobemide è rapidamente ed ampiamente assorbita dal tratto gastroenterico. Il farmaco subisce un effetto di primo passaggio epatico che ne determina una biodisponibilità del 60% circa dopo l'assunzione di una singola dose. Il composto dopo un picco plasmatico (Cmax) raggiunto a distanza di 2 ore dalla somministrazione si distribuisce estesamente nell'organismo. Il legame con le proteine plasmatiche è pari al 50%. Gran parte del farmaco viene metabolizzata prima dell'eliminazione dall'organismo che avviene attraverso l'emuntorio renale. Coingestione di alimenti ed età non sembrano influenzare significativamente il metabolismo della sostanza.

## Usi clinici
Il farmaco trova indicazione nel trattamento degli stati depressivi acuti e cronici (disturbo depressivo maggiore, psicosi depressiva, depressione melanconica, depressione catatonica, depressione nel parkinson, depressione agitata) così come nella depressione atipica (distimia). Si è dimostrato efficace, anche se meno di paroxetina, nel trattamento del disturbo d'ansia sociale e del disturbo da attacchi di panico. Degli studi ne dimostrano efficacia nel trattamento del disturbo da deficit di attenzione/iperattività, nella fibromialgia, nell'emicrania, nella disuassuefazione da fumo,  nel trattamento delle vampate post-menopausa (attualmente la paroxetina, un antidepressivo SSRI, è impiegato allo stesso scopo) e nel trattamento del parkinson per potenziare gli effetti della l-dopa (altri antidepressivi, come gli SSRI, potrebbero avere invece un effetto negativo sui sintomi della malattia).
La depressione endogena unipolare sembra rispondere meglio rispetto di qualsiasi altra forma depressiva al trattamento con moclobemide. La sua efficacia nel trattamento dei disturbi depressivi è comparabile a quella dei triciclici (dalla comprovata efficacia), specie a dosaggi superiori ai 300 mg giornalieri ma con una migliore tollerabilità. Nel trattamento del disturbo bipolare è risultata efficace quanto imipramina (un antidepressivo triciclico) ma con una minore tendenza a causare attivazione maniacali rispetto a tutti gli altri antidepressivi.
Per via dell'assenza di sedazione, effetti anticolinergici, scarsi effetti cardiovascolari ed in generale effetti negativi sulla sfera cognitiva secondo uno studio avrebbe dei vantaggi rispetto agli altri antidepressivi (SSRI\SNRI compresi) nei soggetti anziani, in particolare quelli con deficit cognitivi anche nel contesto della malattia di Alzheimer.In generale, nei pazienti con demenza, è stato trovato migliorare i deficit cognitivi. Per via della sua efficacia, del suo buono profilo di sicurezza e la scarsa incidenza di effetti collaterali, è stato indicato in degli studi come trattamento di prima linea nel trattamento delle forme depressive, mostrando infatti una tollerabilità superiore ai triciclici e agli IMAO e comparabile agli SSRI (o secondo alcuni autori superiore data l'assenza di effetti collaterali sulla sfera sessuale, emotiva e la scarsa incidenza di effetti collaterali da sospensione). Il farmaco non genera un significativo aumento di peso.
Gli inibitori selettivi reversibili delle monoamino ossidasi (RIMAs), tra cui la moclobemide o toloxatone, sono ampiamente sottoprescritti a causa della convinzione sbagliata dei medici che gli effetti collaterali di questa classe di farmaci, ad esempio il rischio di crisi ipertensiva o epatotossicità, siano analoghi a quelli degli inibitori irreveresibili e non selettivi dello stesso enzima (IMAO). Tuttavia la moclobemide non richiede tali restrizioni. A differenza degli altri inibitori delle monoaminoossidasi, non necessita l'interruzione del trattamento prima di una anestesia generale.
Viene escreto nel latte materno solo in quantità molto piccole (meno dello 0,06%) per cui può essere utilizzato in sicurezza durante l'allattamento. La sicurezza durante la gravidanza non è stata ancora del tutto stabilita, per cui se ne sconsiglia l'assunzione.

## Effetti collaterali e controindicazioni
Durante il trattamento si possono manifestare disturbi a carico del tratto gastrointestinale, principalmente di natura digestiva (dispepsia, nausea, vomito, stipsi ma generalmente più tollerabili di quelli causati dagli SSRI), cefalea, alterazioni del ritmo sonno-veglia, vertigini che sono generalmente di modesta entità e che tendono a migliorare o scomparire nel corso delle prime due settimane di trattamento; in alcuni pazienti sono stati segnalati ansia, eccitazione, aggressività, confusione mentale. In soggetti predisposti si possono verificare disturbi da ipersensibilità (rash cutaneo, orticaria, eczemi).
In generale moclobemide è riportata avere un profilo di effetti collaterali e una tollerabilità molto buone, migliore a molti altri antidepressivi attualmente presenti sul mercato ed in uno studio è riportato che gli effetti collaterali da moclobemide sono eccezionalmente bassi; è inoltre uno dei pochi antidepressivi a non provocare effetti negativi sulla sfera sessuale, alcuni studi hanno indicato un miglioramento della stessa. Solo raramente possono verificarsi effetti collaterali da sospensione, specie se questa avviene bruscamente e da alti dosaggi, con sintomi simil influenzali che si risolvono spontaneamente entro qualche giorno.
Moclobemide ha una "tossicità ambientale" (definita come il grado di alterazione nella capacità di svolgere le capacità quotidiane) estremamente basso, non mostrando alcun effetto al di sotto dei 400 mg e un lieve aumento dei tempi di reazione al di sopra. Per confronto, amitriptilina al dosaggio di 50 mg ha mostrato in questo ambito un effetto molto marcato. Non sono presenti indizi di cardiotossicità ed epatotossicità, ne alterazione dei parametri di funzionalità cardiaca derivanti dalla sua assunzione.

### Controindicazioni
Il composto è controindicato nei soggetti con ipersensibilità individuale nota al principio attivo oppure ad uno qualsiasi degli eccipienti contenuti nella formulazione farmacologica.

## Sovradosaggio
In caso di sovradosaggio, volontario o accidentale, i primi sintomi tendono a manifestarsi circa 2 ore dopo l'ingestione. I segni e sintomi osservabili consistono in agitazione estrema ed alterazioni del comportamento fino all'aggressività. Non esiste un antidoto specifico ed il trattamento mira al sostegno delle funzioni vitali. A seguito del sovradosaggio non risultano segni di danni e i pazienti recuperano completamente. Un report riporta un caso di sovradosaggio con 20 grammi di moclobemide che non ha però avuto esito fatale, con il paziente che ha recuperato entro pochi giorni senza alcuna conseguenza. Per tale ragione è raccomandato nei pazienti a rischio suicidio.

## Interazioni e avvertenze
- Sostanze oppioidi (morfina, fentanil, codeina): la co-somministrazione con moclobemide negli animali sembra potenziare gli effetti di molti oppioidi.
- Cimetidina: la somministrazione associata con moclobemide comporta un prolungamento del metabolismo dell'antidepressivo, rendendo quindi opportuna una riduzione dei dosaggi.

Occorre porre attenzione alla cosomministrazione di altri antidepressivi, alcuni studi non mostrano significative interazioni specie con gli SSRI o selegilina, sono però presenti report di tossicità e sindromi serotoninergiche date dalla loro combinazione.

### Avvertenze
I soggetti con tendenze autolesionistiche o suicide devono essere attentamente monitorati nel corso del trattamento, particolarmente nelle fasi iniziali. 
Moclobemide presenta una bassa potenziale interazione con la tiramina e gli effetti pressori da essa indotti, tuttavia i pazienti ipertesi devono comunque evitare di assumere elevate quantità di formaggi stagionati.

## Commercializzazione
La moclobemide è approvata in Italia, tuttavia l'azienda produttrice ne ha sospeso la commercializzazione qualche anno dopo l'immissione in commercio per via del poco mercato dovuto alla scarsa preferenza del farmaco da parte dei prescrittori. Tuttavia è uno degli antidepressivi più prescritti in Finlandia ed Australia. Per ragioni di natura burocratica e commerciale non è commercializzato negli Stati Uniti: infatti la legislazione prevede che sia la società produttrice a finanziare i trial sul territorio del paese per ottenere l'autorizzazione per la messa in commercio, tuttavia la società produttrice non ha ritenuto conveniente finanziare tali studi in un mercato già dominato dagli SSRI\SNRI.